# St. Ulrich am Johannserberg

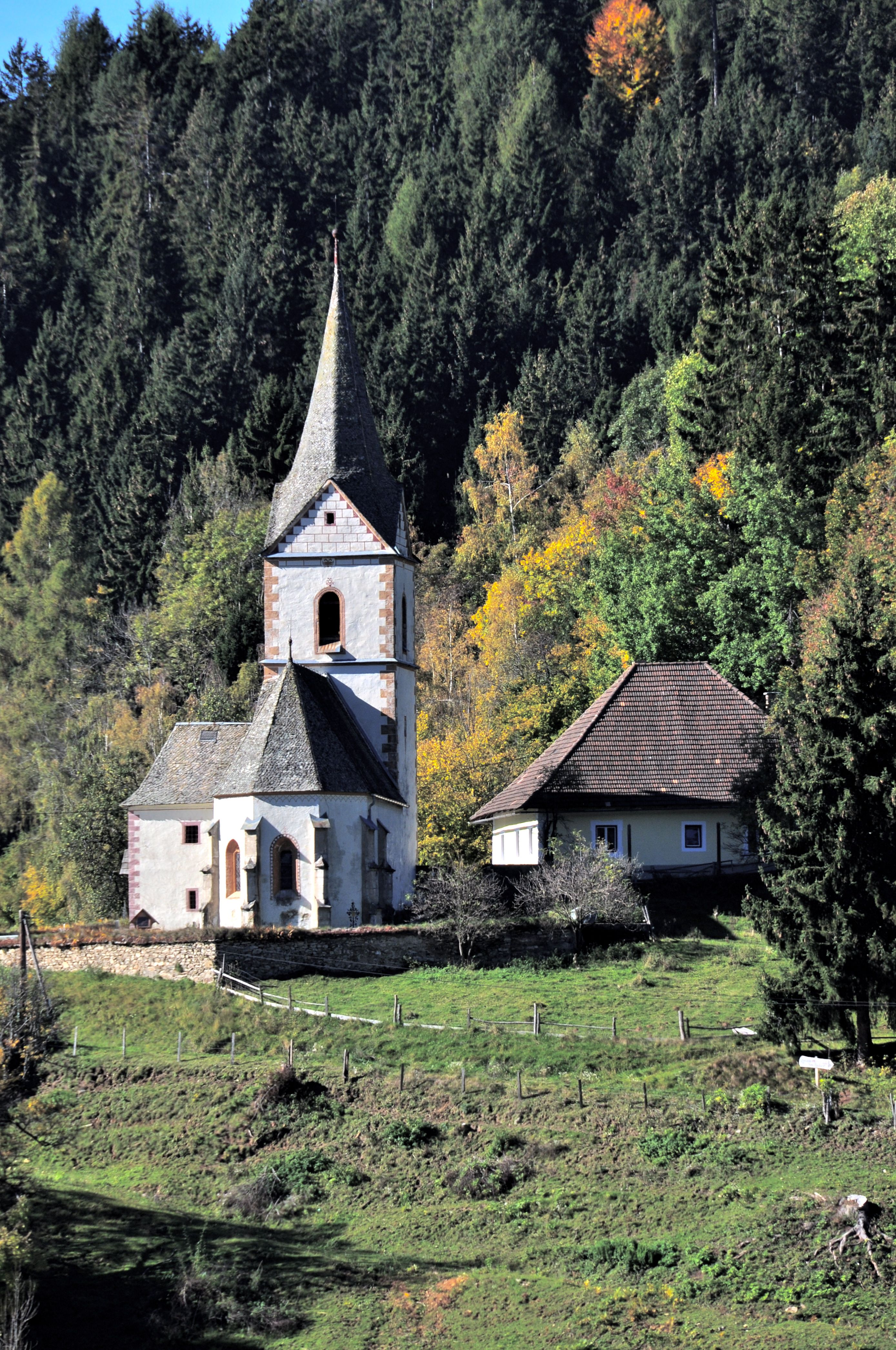
Kirche St. Ulrich

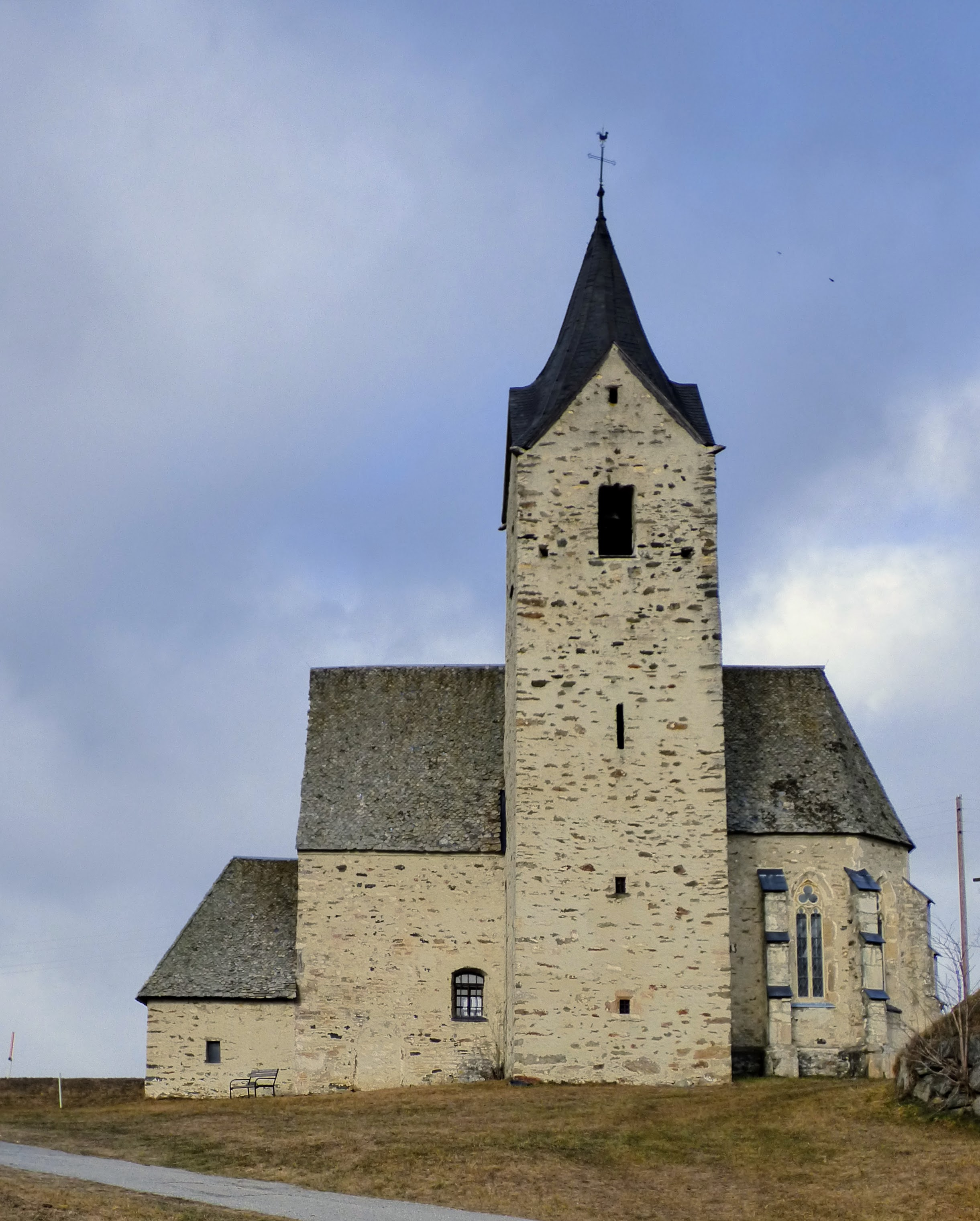
Kirche St. Andrä, Gretschitz

St. Ulrich am Johannserberg (slowenisch Št. Urh na Šentjanški Gori) ist eine Ortschaft in der Gemeinde Brückl im Bezirk Sankt Veit an der Glan in Kärnten. Die Ortschaft hat 57 Einwohner (Stand 1. Jänner 2025).

## Lage
Die Ortschaft liegt im Nordosten der Gemeinde Brückl, an den südöstlichen Ausläufern der Saualpe. Sie liegt auf dem Gebiet der Katastralgemeinde Johannserberg. Die Streusiedlung erstreckt sich über eine Nord-Süd-Ausdehnung von etwa 5 km und eine Ost-West-Ausdehnung von etwa 3 km.

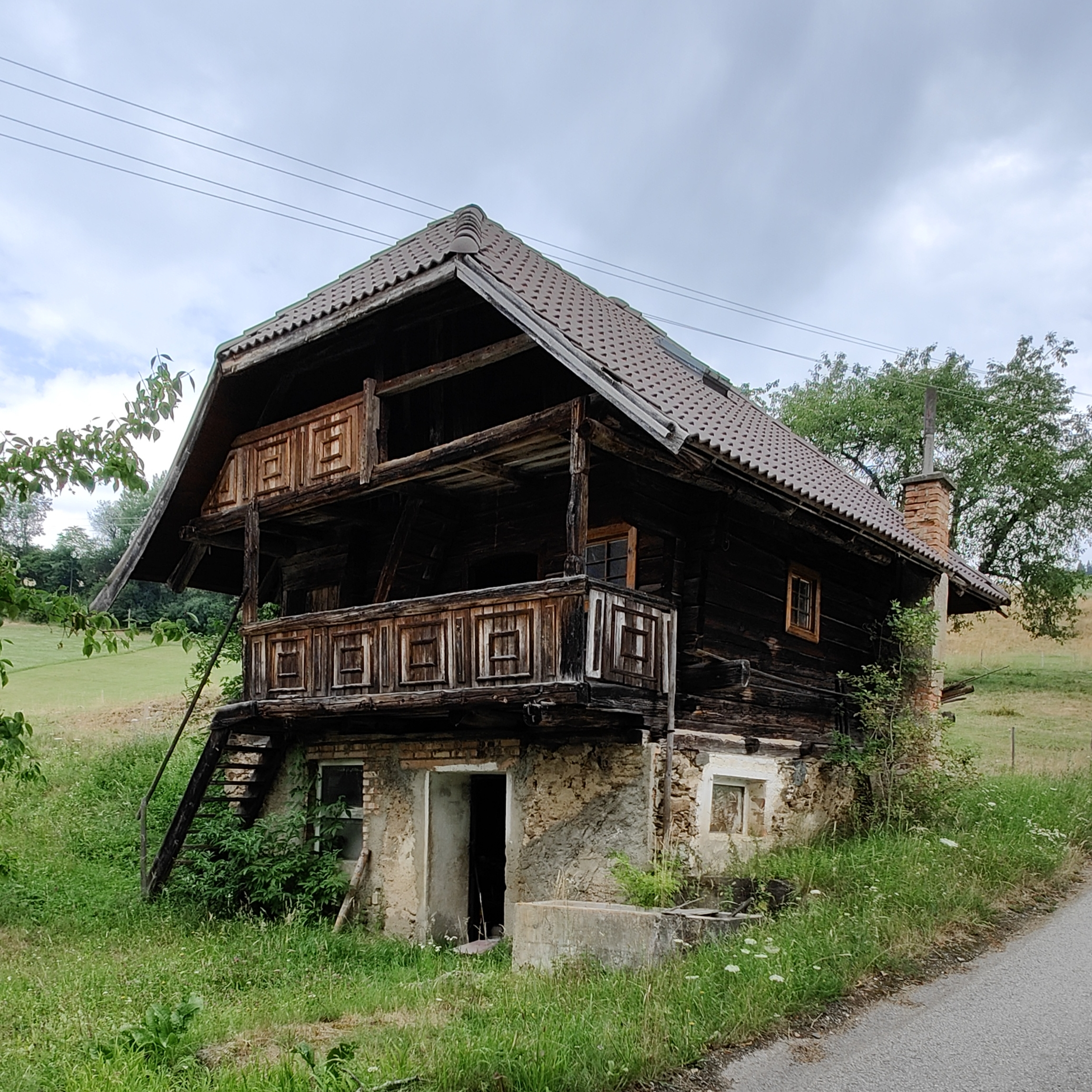
Bei vulgo Gritzer

In der Ortschaft werden folgende Hofnamen geführt: Kolaritsch (Nr. 1), Siebernig (Nr. 2), Grötschnig (Nr. 5), Breitenhuber (Nr. 9), Brenner (Nr. 10), Grabuschnig (Nr. 11), Priese (Nr. 13), Dertschnig (Nr. 16), Proboi (Nr. 19), Wordianz (Nr. 21), Petritsch (Nr. 22) Gallinatsch (Nr. 23), Koppe (Nr. 25), Kropf (Nr. 26), Freithofnig (Nr. 28), Gritzer (Nr. 30), Werbiz (Nr. 31), Gröhsinger (Nr. 33), Petoutschnig (Nr. 34), Wiedenig (Nr. 35), Lobnig (Nr. 36), Kurmann (Nr. 39), Kramerkeusche (Nr. 42), Koren (Nr. 44), Schneider (Nr. 48) und Zippuschkeusche (Nr. 52).

## Geschichte
1406 wird Gesschicz genannt, das heutige Gretschitz. Die erst 1591 urkundlich nachweisbare Filialkirche St. Andrä in Gretschitz dürfte in der zweiten Hälfte des 15. Jahrhunderts errichtet und Anfang des 16. Jahrhunderts ausgebaut worden sein. Die Pfarrkirche St. Ulrich am Johannserberg wurde um 1503 errichtet; vermutlich unter Einbeziehung eines älteren Kirchenschiffs.
In der ersten Hälfte des 19. Jahrhunderts gehörte die Ortschaft zum Steuerbezirk Haimburg. Bei Gründung der Ortsgemeinden im Zuge der Reformen nach der Revolution 1848/49 kam St. Ulrich am Johannserberg an die Gemeinde Brückl, die zunächst – bis 1915 – den Namen St. Johann am Brückl trug.
Anders als die übrigen Häuser der heutigen Ortschaft St. Ulrich am Johannserberg lag der Hof Wordianz (früher auch Mordianz) am Südwestrand der Ortschaft Mitte des 19. Jahrhunderts noch in der Katastralgemeinde Klein St. Veit, kam damit zunächst an die Gemeinde Waisenberg und wurde als Teil der Ortschaft Terpetzen geführt. Erst im Zuge der Gemeindestrukturreform 1972/73 kam der Hof Wordianz mit damals 8 Einwohnern an die Gemeinde Brückl (deshalb wurde auch die Katastralgemeinde geändert, sodass der Hof seither auf dem Gebiet der Katastralgemeinde Johannserberg liegt) und gehört seither zur Ortschaft St. Ulrich am Johannserberg.

## Bevölkerungsentwicklung
Für die Ortschaft (einschließlich des Ortschaftsbestandteils Gretschitz; jedoch bis 1972 noch ohne den Hof Wordianz) ermittelte man folgende Einwohnerzahlen:
- 1869: 44 Häuser, 316 Einwohner[5]
- 1880: 43 Häuser, 348 Einwohner[6]
- 1890: 34 Häuser, 313 Einwohner[7]
- 1900: 36 Häuser, 302 Einwohner[8]
- 1910: 42 Häuser, 294 Einwohner[9]
- 1923: 34 Häuser, 291 Einwohner[10]
- 1934: 234 Einwohner[11]
- 1961: 27 Häuser, 155 Einwohner[12]
- 2001: 28 Gebäude (davon 21 mit Hauptwohnsitz) mit 30 Wohnungen; 84 Einwohner und 9 Nebenwohnsitzfälle; 27 Haushalte; 0 Arbeitsstätten, 20 land- und forstwirtschaftliche Betriebe[13]
- 2011: 26 Gebäude, 70 Einwohner, 20 Haushalte, 2 Arbeitsstätten[14]
- 2021: 26 Gebäude, 62 Einwohner, 23 Haushalte, 12 Arbeitsstätten[15]

## Ortschaftsbestandteil Gretschitz

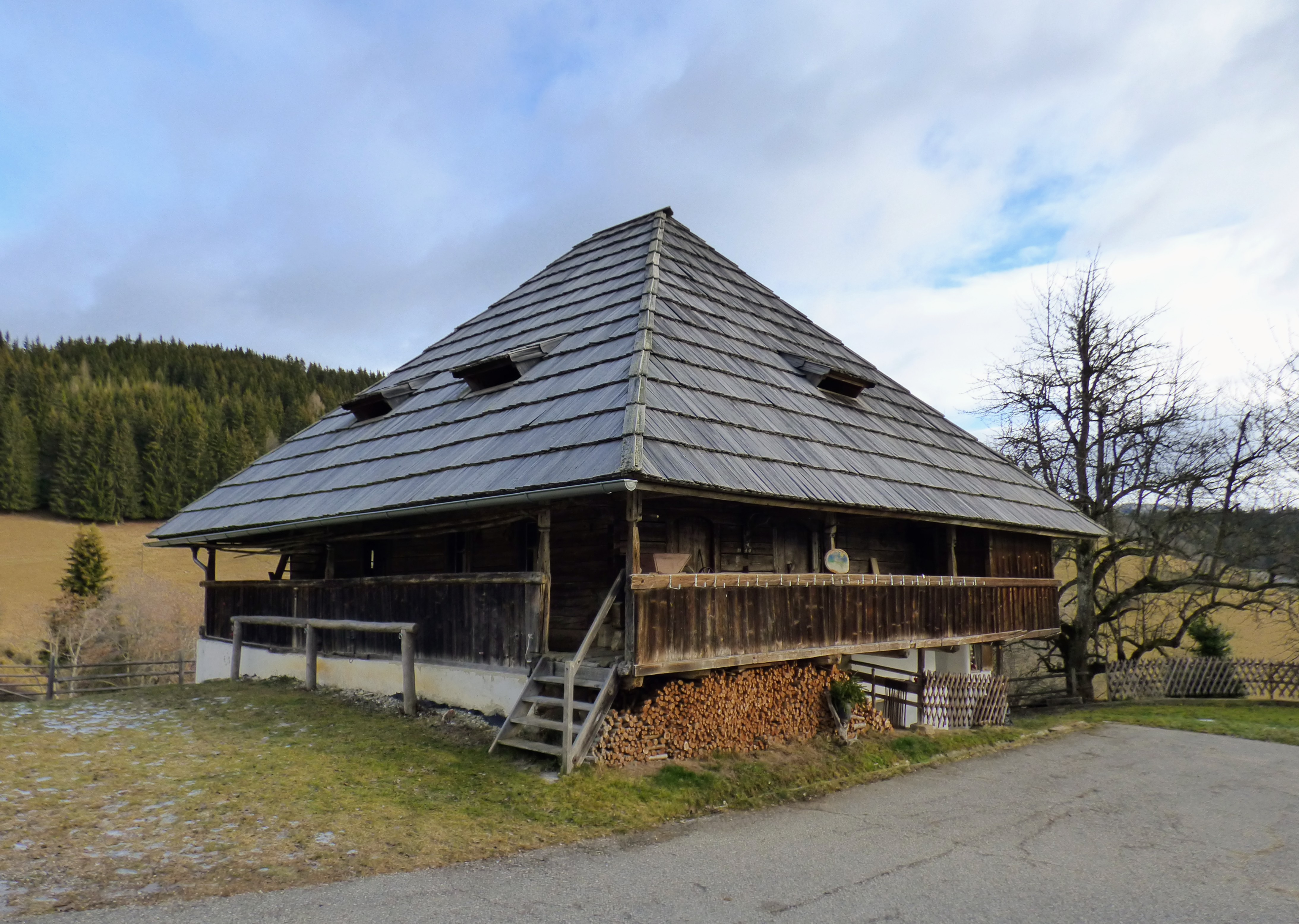
Gretschitz, Holzhaus

Ob der Name der 1406 als Gesschicz erwähnten Siedlung Gretschitz (slowenisch Grečice) auf einen Herrensitz (Gesitz) oder auf das slowenische krečiti (kräuseln) zurückgeht, ist unsicher. Die Ansiedlung mit der auf 1158 m ü. A. befindlichen Kirche St. Andrä wurde zeitweise als Ortschaftsbestandteil ausgewiesen:
- 1880: 5 Häuser, 23 Einwohner[6]
- 1900: 1 Haus, 18 Einwohner[8]
- 1910: 1 Haus, 7 Einwohner[9]
- 1923: 1 Haus, 9 Einwohner[10]
- 1961: 1 Haus, 5 Einwohner[12]

## Persönlichkeiten
- Martin Rapoldi (1880–1926), geboren in St. Ulrich am Johannserberg, Journalist und Politiker (Landtagsabgeordneter in Tirol)